# D. Kimm
D. Kimm est une artiste interdisciplinaire basée à Montréal. Elle est également la directrice artistique de la compagnie Les Filles électriques et du Festival Phénomena (anciennement appelé Festival Voix d'Amériques). Elle est à la fois auteure et poète, « performeuse », artiste médiatique, metteur en scène et directrice artistique.

## Biographie
Depuis 1985, D. Kimm se consacre essentiellement à la performance, la mise en scène et l'écriture.
Elle a publié quatre livres: O Solitude! (Triptyque, 1987), Chevale (VLB éditeur, 1989), en nomination pour le Prix de poésie Émile-Nelligan, Tableaux (VLB éditeur, 1991) et La Suite mongole, livre-cédérom (Planète rebelle, 2001). 
Parallèlement à son travail littéraire, elle poursuit une recherche en travail scénique. Elle a participé à de nombreuses soirées de poésie et présenté plusieurs spectacles interdisciplinaire comme Chevale, en collaboration avec le claviériste Pierre St-Jak (La licorne, 1990) ; un duo avec la danseuse Louise Bédard (Agora de la danse, 1994); et La Suite mongole, spectacle multidisciplinaire en collaboration avec Nathalie Derome, Maryse Poulin et Marcelle Hudon (Tangente, 1999). D. Kimm a dirigé une centaine de spectacles littéraires qui ont réuni plusieurs artistes de la scène, musiciens et écrivains. 
En 2001, elle réalise le cédérom La Suite mongole, en collaboration avec Joseph Lefebvre et la Société des Arts Technologiques (2000). Ce cédérom a fait l’objet d’une installation multimédia dans le cadre du Festival Nouveau Cinéma Nouveaux Médias (FCMM) en 2000. 
D. Kimm a été chroniqueuse littéraire pour l’émission Cent titres diffusée à Télé-Québec durant la saison 2000-2001. Elle a également fondé le Band de poètes dont elle a fait partie de 2001 à 2005.
Elle a réalisé le disque Le Silence des hommes (2006), en collaboration avec le guitariste Bernard Falaise. Son duo de « spoken-noise » Mankind, (avec la performeuse Alexis O’Hara) s’est produit dans différents festivals au Canada (Festival International de Musique Actuelle de Victoriaville, Edgy Women, Suoni Per Il Popolo) et à l’étranger (Poesie Berlin Festival en Allemagne, Donaufestival en Autriche, Musique Action et Montevideo en France). Leur disque intitulé Ice Machine est paru en 2009 sur l’étiquette Ambiances Magnétiques. 
Elle a aussi réalisé trois courts métrages: En attendant Corto Maltese (2007) et Si tu veux me garder, tu dois t’éloigner (2008), en collaboration avec le regretté Patrice Duhamel, et Mlle Clara dompteuse de lapins (2010), en collaboration avec Brigitte Henry. Tous ont été présentés au Festival du Nouveau Cinéma et aux Rendez-vous du Cinéma Québécois. 
Elle a travaillé pour de nombreux organismes dont l’UNEQ, le Salon du Livre de Montréal, le Festival international de littérature de l'UNEQ et Métropolis Bleu. Elle a été directrice artistique du Festival de la littérature de 1995 à 1998.
En 2001, elle fonde la compagnie interdisciplinaire Les Filles électriques, une compagnie remarquée pour son audace et son esprit d'expérimentation. En 2003, elle reprend avec sa compagnie le Festival Voix d'Amériques , fondé l’année précédente par le conteur André Lemelin. 
Avec Les Filles électriques, elle a créé de nombreux spectacles interdisciplinaires dont La Salle des pas perdus, présenté en Europe et au Québec, et les spectacles du collectif Brahmine qui travaille dans l’esprit de Georges Méliès et de Robert-Houdin. De 2009 à 2012, elle a travaillé à un projet interdisciplinaire intitulé La Mariée perpétuelle. Ce spectacle poétique alliant performance et projections a été présenté à Montréal dans le cadre du  OFFTA (Off Festival TransAmériques)12 et en tournée dans les Maisons de la culture. Il a aussi été présenté en Espagne dans le cadre du Mois de la francophonie (Alliance Française à Barcelone, salle BBK à Bilbao, etc.).
En 2010, D. Kimm a eu l'honneur d'être l'artiste en résidence au Studio du Québec à New York (CALQ)
.

## Œuvres

### Littérature

#### Recueil de poésie
- Ô solitude!, Montréal, Triptyque, 1987, 135 p.  (ISBN 2890310566)
- Chevale, Montréal, VLB Éditeur, 1989, 79 p.  (ISBN 2890053717)
- Tableaux, Montréal, VLB Éditeur, 1991, 93 p.  (ISBN 2890054667)
- La suite mongole (livre audio), Montréal, Planète rebelle, 2001, 71 p.  (ISBN 2922528243)

#### Autres publications
- «Chute», Ciel variable, vol. 1, no 2, 1987, p. 37-38[10].
- «Passions d'enfant», Ciel Variable, no 7, 1989, p. 8-8[11].
- «La fille des steppes», Moebius, no 45, 1990, p. 59-60[12].
- «Appel à la vie électrique», Inter. Art actuel, no 133, 2019, p. 25[13].

### Cinéma
- D. Kimm et Patrice Duhamel, En attendant Corto Maltese, [vidéo], Montréal, Les filles électriques, 2007, 7 min 15.
- D. Kimm et Patrice Duhamel, Si tu veux me garder, tu dois t'éloigner, [vidéo], Montréal, Les filles électriques, 2008, 5 min 30.
- D. Kimm et Brigitte Henry, Mlle Clara dompteuse de lapins, [vidéo], Montréal, Les filles électriques, 2010, 6 min 26.

### Musique
- D. Kimm et Bernard Falaise, Le silence des hommes, [enregistrement sonore], Montréal, Monsieur Fauteux m'entendez-vous ?, 2006, 48 min.
- Mankind, Ice machine, [enregistrement sonore], Montréal, SRI Canada, 2009, 40 min 39.

## Prix et honneurs
1989 : Nommée pour le prix de poésie Émile Nelligan (pour Chevale)